# دیوید منیکس
دیوید منیکس (انگلیسی: David Mannix؛ زادهٔ ۲۴ سپتامبر ۱۹۸۵) بازیکن فوتبال اهل بریتانیا است.
از باشگاه‌هایی که در آن بازی کرده‌است می‌توان به باشگاه فوتبال آکرینگتون استنلی، و باشگاه فوتبال لیورپول، باشگاه فوتبال کولوین بای، باشگاه فوتبال واکسول موتورز، باشگاه فوتبال آکرینگتون استنلی، و باشگاه فوتبال وارینگتون تاون اشاره کرد.
وی همچنین در تیم ملی فوتبال جوانان انگلستان بازی کرده‌است.